# Concile d'Avignon (1337)
Pour les articles homonymes, voir Concile d'Avignon.
Le 3 septembre 1337, se tient le concile d’Avignon présidé par les trois archevêques Gasbert de Valle de l'archevêché d'Arles, Bertrand de Deaux du diocèse d'Embrun et Armand de Narcès de l'archevêché d'Aix.

## Composition
Ce concile fut constitué de vingt prélat : en plus des trois archevêques y assistèrent huit évêques de la province d'Arles, cinq de celle d'Embrun et quatre de celle d'Aix.

## Publication
Lors de ce concile il fut publié 69 articles, la majorité étant repris du concile de 1326. Un des articles les plus importants : « Les paroissiens ne recevront l'eucharistie que de la main de leurs curés ».